# Passeport doré
Les passeports dorés (en anglais golden visas, golden passports ou citizenship by investment) sont des titres de séjour temporaires ou permanents conçus pour attirer les capitaux étrangers dans un pays.
Ils sont octroyés contre certaines contreparties, comme des embauches de résidents locaux, des achats immobiliers ou des investissements dans certaines industries. Leur existence suscite de nombreuses critiques, notamment pour leur capacité à contrevenir aux lois, impôts et régulations auxquels est soumis un citoyen.

## Histoire
Les premiers passeports dorés apparaissent dans les années 90, sous l'impulsion du FMI, afin d'attirer des capitaux étrangers dans des pays peu développés. L'objectif est d'y favoriser les investissements, et donc l'installation d'usines ou autres sources d'emplois.
En 2019, on estime qu'environ 90 pays octroient des titres de séjour permanents contre des investissements, dont quelques-uns au niveau européen. Si les titres de séjour permanent restent peu répandus, la plupart des pays de l'Union européenne offrent la possibilité d'un titre temporaire sous condition d'investissement, permettant au bénéficiaire de circuler librement dans l'espace Schengen durant quatre-vingt-dix jours en l’espace de six mois au maximum.
Le 19 février 2018, l'OCDE publie une note d'alerte sur les risques de fraude liés à ces passeports, notamment concernant l'évasion et la fraude fiscale,.
Le 20 octobre 2020, la Commission européenne lance des procédures d'infraction contre Chypre et Malte, considérant que l'octroi de la citoyenneté de l'Union en échange d'un paiement ou d'un investissement « compromet la nature profonde de la citoyenneté de l’UE »,.

## Critiques
Le système de passeports dorés est régulièrement pointé du doigt comme une technique favorisant certaines pratiques illégales. Une personne disposant de plusieurs passeports peut en effet choisir de ne présenter que l'un d'entre eux lors de l'ouverture d'un compte en banque, banque qui notifiera alors l'ouverture du compte au pays d'origine du passeport en question, mais non dans les autres pays. Le rapport de la commission des finances sur la proposition de loi créant une liste française des paradis fiscaux donne cet exemple: « un Français dispose de comptes en Suisse et détient un « golden visa » délivré par Saint-Kitts-et-Nevis, paradis fiscal réputé. C’est ce document qu’il montre aux institutions suisses, qui transmettent ainsi les informations bancaires aux îles caribéennes et non à la France. ».
Oxfam dénonce en 2018 ces usages comme « permettant aux élites fortunées de ne pas payer d'impôts » et réalise plusieurs actions à Bruxelles pour dénoncer ces pratiques.
Une étude publiée en 2018 par le Service de recherche du Parlement européen, met en évidence les risques liés à cette pratique, en matière de corruption et d'évasion fiscale.

## Programmes de passeports dorés

### Canada
Le Canada avait un programme immigrant investisseur entre 1986 et 2014, mais il a été suspendu. La province canadienne de Québec a toutefois conservé ce programme et elle a ses propres conditions pour immigrer en tant qu'immigrant investisseur. Les conditions du programme québécois ont été resserrées récemment par l'ajout d'une exigence de connaissance du français.

### États-Unis
Le pays met en place en 1990 un programme qui permet à un quota annuel d'investisseurs de plus d'un million de dollars d'en bénéficier s'il crée au moins 10 emplois. Celui-ci porte notamment sur l'acquisition au bout de plusieurs années d'une résidence permanente et de la citoyenneté américaine. L'administration Trump compte le remplacer en 2025 par un programme portant sur l'attribution de droits de visa, d'une résidence permanente et une voie d'accès à la citoyenneté facilités moyennant le versement de 5 millions de dollars.

### Monténégro
Sous la pression de l'Union européenne, le Monténégro a officiellement arrêté son programme à la fin de l'année 2022. Cependant, selon l'Agence monténégrine d'investissement, qui gère ce programme souvent critiqué, sur 1 100 demandes de passeport de ce type entre 2019 et fin 2022, il y avait en novembre 2023 413 demandes « à différents stades de traitement » et toujours en attente.

### États membres de l'Union européenne
Les passeports européens sont particulièrement visés par les investisseurs étrangers pour leur puissance diplomatique, ainsi que pour leur accès à l'ensemble de l'espace Schengen. Toutefois, même si ces titres permettent un accès à l'ensemble de l'Europe, leurs règles d'obtention sont dictées uniquement par les pays émetteurs. La Commission européenne a reconnu qu'elle n'avait pas la compétence pour les interdire, mais a néanmoins pointé du doigt les risques qui y sont liés, notamment en termes de blanchiment d'argent, de corruption ou de risque pour la sécurité. En 2018, la commissaire à la justice, Vera Jourova, a notamment évoqué l'idée d'une « obligation d’exigences élevées et de prudence » dans l'attribution de ces titres, en opposition avec le lobby du secteur.

#### Chypre
De 2013 à 2020, Chypre a vendu sa citoyenneté à de grosses fortunes non-européennes et à leurs familles, moyennant un investissement (fixé à 2,5 millions d’euros), dans l’immobilier principalement. Acquérir un bien offre ainsi l’opportunité, pour des non-Européens, d’obtenir un passeport valable dans toute l’UE et d’y développer leurs affaires. Le programme est quelquefois critiqué puisqu'il « présente un certain nombre de risques », « en termes de sécurité, de blanchiment d'argent ou encore d'évasion fiscale ». 4 000 passeports dorés ont été délivrés par Chypre. Selon une enquête d’Al-Jazeera datant d’août 2020, plus de 1 000 ressortissants russes en ont bénéficié, dont au moins neuf oligarques russes possédant chacun une fortune de plus de 1 milliard d’euros, dont Oleg Deripaska (Rusal) en 2017.
Le programme donne lieu à des affaires de corruption récurrente et est finalement suspendu en 2020. Environ la moitié des passeports délivrés à ce titre l'ont été frauduleusement selon une enquête indépendante. Le président du Parlement chypriote, Demetris Syllouris, a été poussé à la démission à la suite de son implication dans une affaire de fraude.

#### Malte
Ouvert en 2014, le programme de passeports dorés de Malte permet l'obtention de la citoyenneté maltaise contre un investissement d'au moins 650 000 euros dans un fonds de développement de l’État et l'achat d'une résidence locale. En 2017, plusieurs scandales de corruption entre le chef du gouvernement Joseph Muscat et différents acteurs du secteur des passeports dorés sont révélés par la journaliste Daphne Caruana Galizia, poussant à la démission de l'homme d'état.
Conçu par une société privée, le programme maltais rapporte au pays plus d'un milliard d'euros, et des centaines de personnes d'Asie et de Russie en ont bénéficié.
À la suite de ces événements, la Commission européenne a exigé un durcissement des conditions d'attribution, notamment l'obligation de résider au moins 12 mois sur l'île, ainsi qu'une publication sur un registre officiel des titres accordés. Cependant, dans la pratique certains cabinets d'avocat à l'origine de ces passeports promettent qu'un simple abonnement à une salle de sport locale ou des dons à des ONG maltaises suffisent. La publication du nom du propriétaire du passeport pourrait aussi être évitée en multipliant les recours juridiques jusqu'à ce que « les autorités oublient ».
En 2022, une action en justice de l'UE contre Malte est engagée pour avoir attribuer des passeports à des personnalités douteuses,.